# Itō Keisuke (Botaniker)

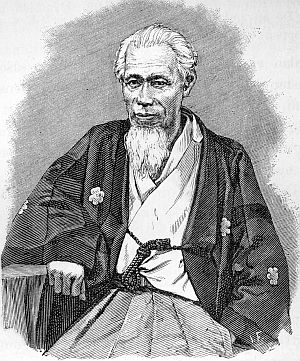
Itō Keisuke

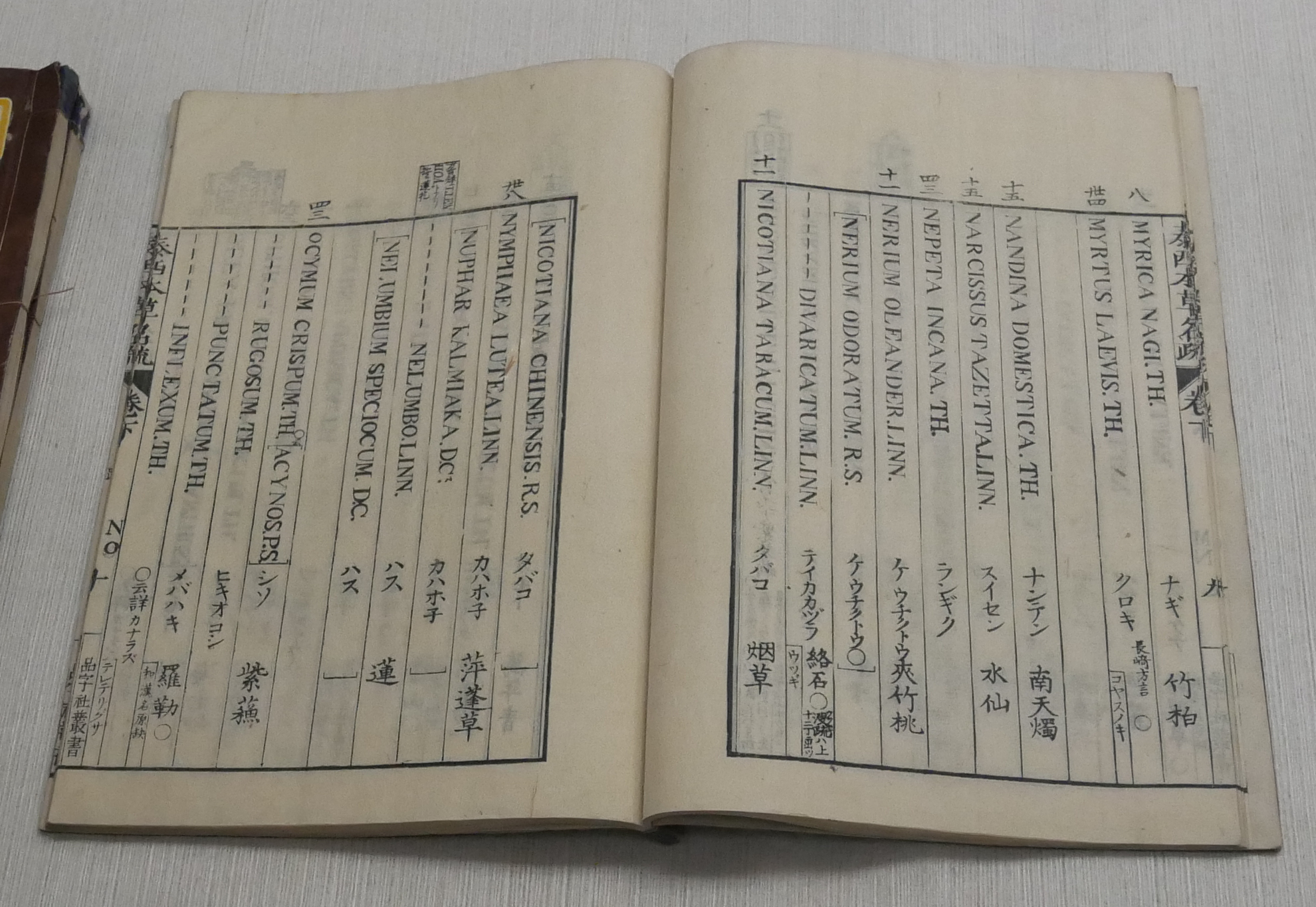
„Taisei honzō meiso“

Itō Keisuke (japanisch 伊藤 圭介, Künstlername Kinka (錦窠); geboren 28. Februar 1803 in Nagoya (Provinz Owari); gestorben 20. Januar 1901 in Tokio) war ein japanischer Botaniker.

## Leben und Wirken
Itō Keisuke wurde als Sohn eines Arztes in Nagoya geboren. Er interessierte sich bereits in jungen Jahren für die Honzōgaku (本草学), für die klassische japanischen Botanik, und studierte sie unter dem Gelehrten Mizutani Hōbun (水谷豊文; 1779–1833). Zunächst übernahm er die Arztpraxis seines Vaters. Als 1826 Siebold mit der holländischen Delegation auf dem Wege von Nagasaki nach Edo war, traf er, zusammen mit Mizutani und anderen, ihn in Atsuta. 
Im folgenden Jahr ging Itō nach Edo, um Udagawa Yōan zu treffen und mit ihm dann Siebold in Nagasaki zu treffen. Dort erhielt er ein Exemplar von Thunbergs „Flora Japonica“. Auf dieser Grundlage verfasste er das „Taisei honzō meiso“ (泰西本草名疏) – etwa „Namen der Pflanzen des Westens“ in zwei Bänden. Er übernahm dabei die Linnésche Pflanzensystematik und die lateinischen Namen der Pflanzen. Das geschah zum ersten Mal in Japan. Als Arzt hat er dazu beigetragen, das Impfen in Japan zu verbreiten. Darüber hinaus hielt er häufig naturkundliche Treffen ab und schrieb 1837 das „Kyūkō shokumotsu binran“ (救荒食物便覧) – „Leitfaden zu Nahrungsmittel bei Hungersnot“, um Wissen darüber zu verbreiten. 
1877 wurde Itō als externe Lehrkraft an die Fakultät für Naturwissenschaften an der Universität Tokio eingestellt, 1881 wurde er Professor. Im Jahr zuvor erhielt er von der Königlich Schwedischen Akademie der Wissenschaften eine Silbermedaille. 1888 war er der erste in Japan, der den Doktortitel in Naturwissenschaften erwarb.
Itōs Bibliothek wird heute als „Itō bunko“ (伊藤文庫) von der Parlamentsbibliothek aufbewahrt.

## Schriften (Auswahl)
- Taisei honzō meiso. Nagoya 1829 (online).